# Herb gminy Borowie

Herb gminy Borowie w latach 1990-2016

Herb gminy Borowie – jeden z symboli gminy Borowie, ustanowiony 29 kwietnia 2016.

## Wygląd i symbolika
Herb przedstawia na tarczy w polu błękitnym jastrzębia złotego stojącego na kamieniu młyńskim szarym.
Pierwsza wersja herbu została ustanowiona 6 września 1990 i obowiązywała do 2016.